# Yael Naim (album)
Pour l'artiste, voir Yael Naim.
Albums de Yael Naim
In a Man's Womb
(2002) She Was a Boy
(2010)
Yael Naim est le deuxième album de Yael Naim, interprété en anglais et en hébreu. Il est sorti le 22 octobre 2007 sur le label Tôt ou tard. À la fin mai 2009, il atteint les 800 000 exemplaires vendus [réf. nécessaire].

## Liste des titres
| No  | Titre                                         | Durée |
| --- | --------------------------------------------- | ----- |
| 1.  | Paris                                         | 3:08  |
| 2.  | Too Long                                      | 4:43  |
| 3.  | New Soul                                      | 3:45  |
| 4.  | Levater                                       | 3:25  |
| 5.  | Shelcha - écrit par Yael Naim & Clement Verzi | 4:39  |
| 6.  | Lonely                                        | 4:06  |
| 7.  | Far Far                                       | 4:21  |
| 8.  | Yashanti                                      | 3:54  |
| 9.  | 7 Baboker                                     | 3:33  |
| 10. | Lachlom                                       | 4:23  |
| 11. | Toxic                                         | 4:27  |
| 12. | Pachad                                        | 4:28  |
| 13. | Endless Song of Happiness                     | 3:00  |